# 柳托梅爾市鎮

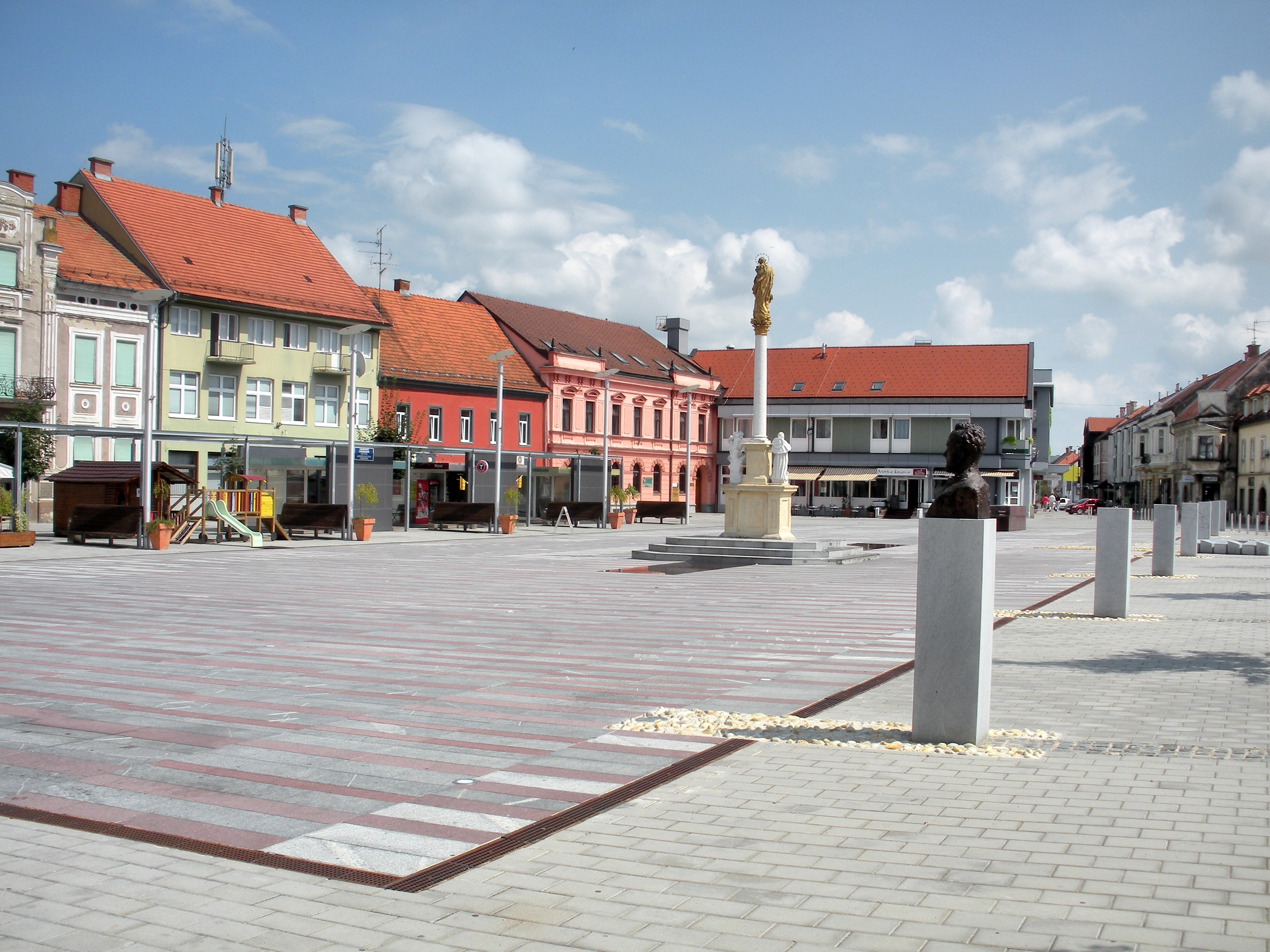

柳托梅爾市鎮是斯洛文尼亞東北部的一個市镇，行政中心為柳托梅爾。距離馬里博爾40公里，毗鄰與克羅地亞接壤的邊境，面積107.2平方公里，主要經濟活動是種植葡萄和釀酒業，2002年人口11,720。

## 外部連結
- 官方网站  （斯洛文尼亚文）
- Ljutomer Municipality on Geopedia （页面存档备份，存于）